# Spijsverteringsstelsel (mens)
Het spijsverteringsstelsel of systema digestorium is het orgaanstelsel dat zorg draagt voor de verwerking van voedsel bij de mens. Het bestaat uit de mond, keelgat, slokdarmhoofd, slokdarm, maag, dunne darm, dikke darm, lever, galblaas en alvleesklier. Dit is het maag-darmstelsel plus de tong, speekselklieren, alvleesklier, lever en galblaas.
De organen hebben elk hun eigen functie die varieert van voedingsstoffenopname tot uitscheiding. Een belangrijk onderdeel van het spijsverteringsstelsel is daarnaast niet lichaamseigen: de darmflora. De bacteriën in de darmflora vormen verreweg het grootste deel van de menselijke microbiota.
Wrangham stelt dat de introductie van voedsel koken heeft bijgedragen aan de evolutie van het darmstelsel en grotere hersenen, maar daar is nog geen algemene consensus over.
De papil van Vater is de plek waar de galgang en de afvoer van de alvleesklier samenkomen in de twaalfvingerige darm. 
skelet ·  spierstelsel ·  spijsverteringsstelsel ·  ademhalingsstelsel ·  borstholte ·  urinewegstelsel ·  voortplantingssysteem ·  endocrien systeem ·  hart en vaatstelsel ·  lymfevatenstelsel ·  zenuwstelsel ·  zintuigen ·  huid